# Northeimi Richenza
Northeimi Richenza (1087 vagy 1089 – 1141. június 10.) német-római császárné, III. Lothár német-római császár felesége

## Családja
Szülei: Northeimi (Kövér) Henrik (Frízia őrgrófja) és Brunszviki (Brunonen) Gertrúd meisseni őrgrófnő. A szülők 1086-ban házasodtak össze.
Apai nagyszülei: Northeimi Ottó bajor herceg és Sváb (Ezzonid) Richenza hercegnő
Anyai nagyszülei: I. Egbert meisseni őrgróf és Szúzai (Arduinici) Irmgard torinói őrgrófnő
Richenza testvére:
- Ottó

Richenza féltestvérei (anyai részről):
- Dietrich (Brunszviki Gertrúd első házasságából)

- Henrik (1103–1123, ő már Gertrúd harmadik férjétől született)

## Császárné
Richenza 1100 körül hozzáment a későbbi szász herceghez és német-római császárhoz, az akkor körülbelül 25 éves Süpplingenburgi Lothárhoz. Lothár 1106-ban megkapta V. Henrik német-római császártól a szász hercegi címet, majd annak halálakor ő lett az új császár III. Lothár néven. 
Egyetlen gyerekük született, Gertrúd (1115. április 18.), aki az anyai nagymama után kapta keresztnevét. Politikai megfontolásból a kis Gertrúdot 12 esztendősen, 1127. május 29-én apja hozzáadta a kb. 19 éves X. Henrik bajor herceghez, aki így jelentős katonai és diplomáciai segítséget nyújthatott apósa német-római császárrá történő megválasztásához is. Frigyükből egy fiú született, Oroszlán Henrik, 1129 körül.
Richenza is aktív politikai szerepet vállalt, férje uralkodását támogatva, főleg a pápával való összetűzésükkor, 1130-ban. A császárné jelentős diplomáciai közvetítő szerepet játszott férje s annak két legnagyobb riválisa, III. Konrád német király és II. Frigyes sváb herceg konfliktusa kapcsán is. 1136–37-ben az asszony még egy bírósági tárgyaláson is elnökölt, melynek eredményeként a Northeim- és a Brunszviki-dinasztia kiterjedt birtokai átkerültek a Gelf-ház fennhatósága alá. Amikor Richenza 1137-ben megözvegyült, rögtön lépéseket tett afelé, hogy átengedje veje részére elhunyt férje szászországi birtokait.

## Özvegyen
A következő év pünkösdjén azonban a szász küldöttség hercegi tagjai III. Konrádot választották meg Bambergben törvényes uralkodójukká. Ezek után az asszonynak már unokája, Oroszlán Henrik örökségéért kellett küzdenie. Richenza nagy figyelmet fordított a kisfiú megfelelő szintű oktatására, s folyton emlékeztette unokáját arra, hogy csak neki, mint dinasztiája egyetlen egyenesági férfi leszármazottjának, van joga a szász hercegi címre. Richenza sajnos már nem érhette meg unokája, Henrik herceggé válását, ugyanis 1141. június 10-én, körülbelül 54 évesen elhunyt. Néhai férje és vejük, X. (Büszke) Henrik bajor herceg mellett helyezték őt végső nyugalomra, a königslutteri katedrálisban. (Büszke Henrik 1139. október 20-án, körülbelül 31 esztendősen halt meg.) Richenza sírjában elhelyeztek egy egyszerű, ámde elegáns koronát is a temetés előtt. 1142-ben aztán Oroszlán Henriket választották meg szász herceggé, ám a kiskorú gyermek helyett még évekig az anyja, Gertrúd kormányzott régensként.
1. ↑  Kindred Britain